# Otok Nartski
 Otok Nartski  falu Horvátországban Zágráb megyében. Közigazgatásilag Rugvicához tartozik.

## Fekvése
Zágráb központjától 15 km-re délkeletre, községközpontjától 6 km-re északnyugatra, a Száva bal partján fekszik. 

## Története
A mai település helyén a középkorban a Száva egyik szigete volt, neve is a sziget jelentésű „otok” főnévből származik. A falu ma is mélyen benyúlik a Száva menti vizenyős területek közé. A falu egykor a "Vuroki" ragadványnevet is viselte, mert a hagyomány szerint a faluban néhány asszony értett a vurok (fenyőpinty) elkészítéséhez. Ezt azonban már csak az idősek használják. 
1857-ben 83, 1910-ben 98 lakosa volt. Trianon előtt Zágráb vármegye Dugo Seloi járásához tartozott. 1900-ban a Monarchia adminisztrációja két falura, Mali Otokra és Otok Nartskira osztotta meg. Később 1955-től Dugo Selo község része volt. Az 1980-as évektől Zágráb és Dugo Selo közelségének köszönhetően lakosságának száma ugrásszerűen emelkedik. Az újonnan betelepülők főként a honvédő háború idején érkezett szávamenti bosznia-hercegovinai horvátok voltak. 1993-ban az újonnan alakított Rugvica községhez csatolták. A falunak 2001-ben 210 lakosa volt. 

## Lakosság
| Lakosság változása | Lakosság változása | Lakosság változása | Lakosság változása | Lakosság változása | Lakosság változása | Lakosság változása | Lakosság változása | Lakosság változása | Lakosság változása | Lakosság változása | Lakosság változása | Lakosság változása | Lakosság változása | Lakosság változása |
| ------------------ | ------------------ | ------------------ | ------------------ | ------------------ | ------------------ | ------------------ | ------------------ | ------------------ | ------------------ | ------------------ | ------------------ | ------------------ | ------------------ | ------------------ |
| 1857               | 1869               | 1880               | 1890               | 1900               | 1910               | 1921               | 1931               | 1948               | 1953               | 1961               | 1971               | 1981               | 1991               | 2001               |
| 83                 | 84                 | 86                 | 89                 | 91                 | 98                 | 111                | 90                 | 85                 | 78                 | 82                 | 71                 | 71                 | 108                | 210                |

## Külső hivatkozások
Rugvica község hivatalos oldala